# Kupa (Lėvuo)
Die Kupa ist ein Flüsschen im Nordosten Litauens. Sie entspringt bei Šimonys etwa 110 km nördlich von Vilnius und fließt zunächst in nördliche Richtung. Bei Juodupė wendet sie sich nach Westen, um bei Kupiškis in den Lėvuo zu münden. Der Name der Stadt stammt von der Bezeichnung des Flusses.